# NGC 1379
NGC 1379 في الفهرس العام الجديد، هي مجرة، تقع في كوكبة الكور. اكتشفت في 25 ديسمبر 1835 بواسطة جون هيرشل.

## روابط خارجية
- NGC 1379 على موقع ويكي سكاي: DSS2, SDSS, GALEX, IRAS, Hydrogen α, X-Ray, Astrophoto, Sky Map, Articles and images